# Montañas Neacola

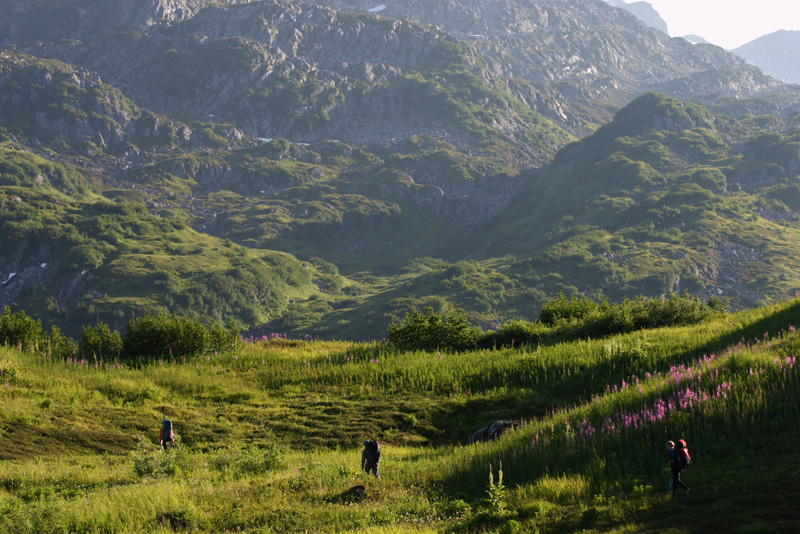
Pradera en las montañas Neacola

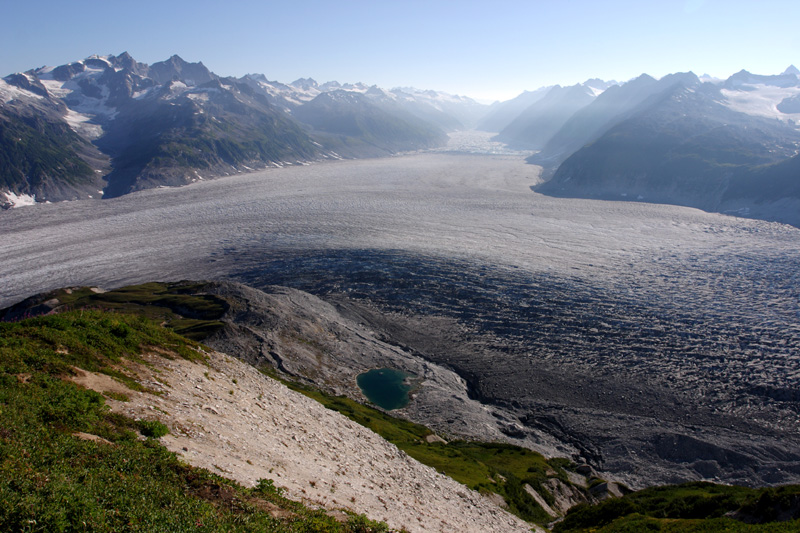
Glaciar Blockade, en las Neacola

Las montañas Neacola son la subcadena más septentrional de la cordillera Aleutiana, en el estado estadounidense de Alaska. La cordillera recibe su nombre por el río Neacola, que la delimita por el norte y drena los picos más altos y escarpados del grupo.  Limita al sureste con los montes Chigmit, otra subcordillera de la cordillera Aleutiana, al noreste con las montañas Tordrillo y, al oeste y suroeste, con los lagos y las tierras bajas del parque nacional y reserva del lago Clark. El pico más alto es el monte Neacola (también conocido como «pico Neacola»), de 2873 m, aunque el nombre no está reconocido oficialmente.
Estas montañas no han sido objeto de una amplia exploración, debido a su lejanía, al mal tiempo que suele hacer y a la falta de picos verdaderamente altos. Sin embargo, son escarpadas y ofrecen muchas posibilidades de escalada de carácter exploratorio. El célebre escalador Fred Beckey visitó la cordillera a principios de la década de 1970; también en 1991, cuando era el "líder espiritual" de la expedición que realizó la primera ascensión al monte Neacola; y de nuevo en 2004. Otras escaladas registradas se produjeron en 1979 y 1995.